# مفهوم (فلسفة)
المفهوم هو فكرة مجردة تحتوي على الخصائص الأساسية للشيء الذي تمثله. يمكن أن تنشأ المفاهيم ضمن إطار التجريد أو التعميم، أو كنتيجة للتحولات التي تطرأ على الأفكار القائمة. يتجسد في تعريف المفهوم كافة الصور الذهنية الممكنة لما تمثله، حيث يمكن أن تكون تلك الصور انعكاساً لأشياء حقيقية موجودة، أو أفكار أخرى مجردة غير ملموسة. يختلف المفهوم عن المصطلح في أن المفهوم يركز على الصورة الذهنية، أما المصطلح فيركز على الدلالة اللفظية للمفهوم، كما أن المفهوم أسبق من المصطلح، فكل مفهوم مصطلح، وليس العكس، وينبغي التأكيد على أن المفهوم ليس هو المصطلح، وإنما هو مضمون هذه الكلمة، ودلالة هذا المصطلح في ذهن المتعلم، ولهذا يعتبر التعريف بالكلمة أو المصطلح هو الدلالة اللفظية للمفهوم.

## اقرأ أيضاً
- تجريد
- تبويب
- ميمي

قالب:المعرفة